# Paronychia bornmuelleri
Paronychia bornmuelleri är en nejlikväxtart som beskrevs av Mohammad Nazeer Chaudhri. Paronychia bornmuelleri ingår i släktet prasselörter, och familjen nejlikväxter. Inga underarter finns listade i Catalogue of Life.